# Bugha
Кайл Гирсдорф, более известный как Bugha (род. 30 декабря 2002, Пенсильвания, США) — американский профессиональный киберспортсмен в Fortnite. Победитель соло-турнира на Fortnite World Cup 2019.

## Ранние годы
Кайл Гирсдорф живёт в Пенсильвании.
Никнейм Кайла происходит от прозвища «Bugha», которым в детстве называл его дед.
По словам отца, впервые Кайл начал играть в видеоигры в младенчестве, когда совершил случайное убийство в Battlefield 1942. В детстве они вместе играли в видеоигры.

## Карьера
После игры в команде No Clout, Кайл присоединяется к команде Sentinels. Сейчас Кайл в команде Dignitas.
В июле 2019 года, в шестнадцатилетнем возрасте, выигрывает первый чемпионат мира по Fortnite — Fortnite World Cup 2019, с призовым фондом 3 000 000 $.

## Достижения

### 2019
- Fortnite World Cup 2019
- Solo Cash Cup November 20, 2019
- Solo Cash Cup October 3, 2019
- Trio Cash Cup July 21, 2019

### 2020
- DreamHack Online Open Finals
- FNCS Trios Grand Finals Chapter 2, Season 4
- 4 место DreamHack Online Open Finals
- 4 место FNCS Solos Grand Finals Chapter 2, Season 3
- 5 место FNCS Trios Grand Finals Chapter 2, Season 5
- 5 место FNCS Duos Grand Finals Chapter 2, Season 2
- Daily Trios Cup
- Duos Cash Cup
- Solo World Cup Qualifiers Week 1